# 라오인민혁명당
라오인민혁명당(라오어: ພັກປະຊາຊົນປະຕິວັດລາວ 팍 파라손 파티바트 라오) 혹은 라오스인민혁명당은 라오스의 공산주의 정당이자 라오스의 유일한 정당이자 여당으로써 통룬 시술릿가 집권을 하게 되면서 유일한 일당제 정당이다.
모체는 파테트라오이며, 1975년 이후 라오스 내의 권력을 독점하였다. 정책은 정치국과 당 중앙에서 내리며, 정치국원과 당중앙 위원을 선거하는 당대회는 5년마다 열린다. 본래는 비서국에 대한 선거도 이루어졌으나 비서국은 1991년 폐지되었다.

## 라오인민혁명당의 역사
라오인민혁명당은 1930년에 호찌민에 의해 세워진 인도차이나 공산당(후에 베트남 공산당)을 그 모태로 생성되었다. 인도차이나 공산당은 베트남인들로 이루어졌지만 프랑스령 인도차이나 전역으로 뻗어나가며 1936년 라오파가 형성되었다. 1940년대 중반 라오인 당원을 모집하기 위한 운동이 일어났다.
1951년 2월, 인도차이나 공산당은 제2차 대회에서 당의 해산과 인도차이나의 3국을 대표하는 3개의 당으로 나뉘었다. 수파누봉 왕자가 이끄는 파테트 라오(Pathet Lao: 라오스의 땅)로 알려진 독립운동이 월남독립동맹회와 연계하여 인도차이나 전쟁을 치르는 동안 인민당은 1955년 3월 22일 제1차 대회에서 그 성립을 공식적으로 선언하였으나 여전히 비밀 조직으로 남아 있었다. 제1차대회는 3 ~ 400명 정도의 당원을 대표하는 25명의 대표자들이 참석했다. 인민 당원들은 1975년까지 파테트 라오를 통해 활동해왔다.
1956년 파테트 라오의 분파인 라오 애국 전선(Neo Lao Hak Xat 네오 라오 학 사트)이 성립, 수 차례의 연립 내각에 참가하였다. 1960년대 파테트 라오는 미국의 지원을 받는 라오스 정부를 대상으로 내전을 일으켜 북동부 지역을 점령하였다.
1972년 2월의 제2차 당 대회에서 라오인민당은 라오인민혁명당으로 이름을 바꾸었다.
1975년 봄 파테트 라오의 군대가 전국을 장악, 미국의 지원을 받던 기존 정부를 1975년 5월에 무너뜨리고 라오인민혁명당이 정권을 잡게 되었다. 그리고 1975년 12월에 이르면 왕도 폐위시켜 인민 공화국을 선언하게 되었다(사실 라오스의 군주는 권력이 약했다고 한다).
제3차당대회는 1982년까지 열리지 않고 있었다가 1986년의 4차, 1991년에 5차 당대회가 열리는 등 4~5년마다 당대회가 열리고 있다.

## 라오인민혁명당의 구조
- 라오 인민혁명당 중앙위원회
  - 총비서: 통룬 시술릿
- 라오 인민혁명당 중앙정치국
- 라오 인민혁명당 중앙비서처(국)-1991년에 폐지
- 라오 중앙국방안전위원회
- 라오 헌법
- 라오 인민혁명당 국민회의
- 라오 최고인민법원

## 라오 인민혁명당의 이데올로기
라오 인민혁명당은 베트남 공산당을 모델로 한 마르크스-레닌주의 정당이며, 구 소비에트 연방과 구 소련공산당의 큰 영향을 받았다.
1980년대에 미하일 고르바초프의 페레스트로이카를 모델로 한 농지 집단화의 포기, 시장경제의 도입과 국영기업에 대한 통제 감소 등의 경제개혁을 추진했다.
이 경제개혁은 1990년대에도 계속 진행되었다. 하지만, 라오스인민혁명당은 소비에트의 글라스노스트는 도입하진 않은 상태에서 종교의 자유를 허용하되, 1당독재까지 포기한 것은 아니어서 라오 인민혁명당의 독재는 계속될 것으로 본다.

## 역대 선거 결과

### 총선
| 년도 | 의석 수   | 득표수 | 득표율 |
| ---- | --------- | ------ | ------ |
| 1989 | 65 / 79   |        | 98.4%  |
| 1992 | 85 / 85   |        | 99.3%  |
| 1997 | 98 / 99   |        | 99.4%  |
| 2002 | 109 / 109 |        | 99.9%  |
| 2006 | 113 / 115 |        | 99.76% |
| 2011 | 128 / 132 |        | 99.69% |
| 2016 | 144 / 149 |        | 97.94% |
| 2021 | 158 / 164 |        | 96.34% |

## 같이 보기
- 캄보디아 인민당
- 중국공산당
- 쿠바 공산당
- 베트남 공산당
- 조선로동당